# Richard Adams
Richard George Adams (Newbury, Berkshire, 9 de mayo de 1920-24 de diciembre de 2016) fue un novelista inglés muy conocido como autor de la novela para niños La colina de Watership ("Watership Down"); otras obras conocidas son Shardik (en castellano La sombra del oso) y Los perros de la plaga. Todas ellas cuentan con animales como protagonistas. La colina de Watership originalmente es una historia que contaba a sus hijas pequeñas. Antes de obtener el éxito literario, Adams era funcionario del Ministerio de Agricultura inglés.

## Biografía
Adams nació el 9 de mayo de 1920 en Wash Common cerca de Newbury, Berkshire, Reino Unido. Asistió a la Escuela Horris Hill,  de 1926 a 1933, y luego al Bradfield College desde 1933 hasta 1938. En 1938, se trasladó a Worcester College para aprender historia moderna. En julio de 1940, poco después de la declaración de guerra entre el Reino Unido y Alemania, Adams fue llamado para unirse al ejército británico. Sirvió en el Oriente Medio y en la India, pero no entró en combate contra alemanes o japoneses.

## Obras
- La colina de Watership (1972)
- Beklan Empire
  - Shardik (1974)
  - Maia (1984)
- Nature Through the Seasons (1975)
- The Tyger Voyage (1976)
- Los perros de la plaga (1977)
- The Adventures & Brave Deeds Of The Ship's Cat On The Spanish Maine: Together With The Most Lamentable Losse Of The Alcestis & Triumphant Firing Of The Port Of Chagres (1977)
- Nature Day and Night (1978)
- The Girl in a Swing (1980)
- The Iron Wolf and Other Stories (1980)
- The Phoenix Tree (1980)
- The Legend of Te Tuna (1982)
- Voyage Through the Antarctic (1982)
- A Nature Diary (1985)
- Traveller (1988)
- The Day Gone By (autobiografía) (1990)
- Tales from Watership Down (1996)
- The Outlandish Knight (1999)
- Daniel (2006)